# Amelora mesocapna
Amelora mesocapna är en fjärilsart som beskrevs av Turner 1919. Amelora mesocapna ingår i släktet Amelora och familjen mätare. Inga underarter finns listade i Catalogue of Life.